# Talia Flora-Karawia
Talia Flora-Karawia (grec. Θάλεια Φλωρά-Καραβία, ur. 1871 w gminie Siatista, zm. 1960 w Atenach) – grecka malarka i rysowniczka należąca do szkoły monachijskiej.

## Życiorys
Talia Flora-Karawia urodziła się w 1871 roku w gminie Siatista (dzisiejsza gmina Woio). Trzy lata później przeprowadziła się z rodziną do Stambułu. W wieku 12 lat otrzymała stypendium, które pozwoliło jej uczyć się w latach 1883–1888 w żeńskiej szkole. Po ukończeniu nauki przez rok pracowała jako nauczycielka. Postanowiła uczyć się malarstwa i w 1895 roku wyjechała do Monachium, gdzie pracowała z Jeorjosem Jakowidisem (1853–1932) i Nikolaosem Jizisem (1842–1901). Ponieważ jako kobieta nie mogła uczęszczać do monachijskiej Akademii Sztuk Pięknych, więc uczyła się projektowania i malarstwa w prywatnej szkole. Studiowała u takich artystów jak Nikolaos Wokos (1859–1902), Paul Nauen (1859–1932), Anton Ažbe (1862–1905) i Walter Thor (1870–1929). Wróciła na krótko do Stambułu w 1898 roku, a następnie ponownie wyjechała do Monachium, gdzie przebywała do 1900 roku.
Podczas wyjazdu do Egiptu w 1907 roku Flora-Karawia wyszła za mąż za dziennikarza Nikolasa Karawię. Przez następne trzydzieści lat mieszkała w Aleksandrii, gdzie założyła i prowadziła szkołę artystyczną. Podczas wojen bałkańskich w latach 1912–1913 postanowiła towarzyszyć wojskom greckim w roli korespondentki gazety, którą prowadził jej mąż; prowadziła wtedy także dziennik ze szkicami. Rysunki Flory-Karawii zostały zebrane w publikacji pod nazwą Wrażenia z wojny 1912–1913 w Macedonii i Epirze z 1936 roku. Flora-Karawia udokumentowała także część wojny grecko-tureckiej w 1921 roku, oraz front albański podczas wojny grecko-włoskiej. W 1940 roku przeniosła się do Grecji, gdzie mieszkała do końca życia. Zmarła w Atenach w 1960 roku.

## Twórczość
Flora-Karawia zaczęła wystawiać swoje prace w 1898 roku. Jej wystawa z Sofią Laskaridu (1876–1965) w Atenach w 1906 roku zebrała wiele pochlebnych opinii. Brała udział w wielu pokazach indywidualnych i grupowych w Grecji i zagranicą, w tym na Wystawie Światowej w 1900 roku w Paryżu. Jej prace były również prezentowane w Stambule (1901, 1902), Atenach (1903), Kairze (1909), Rzymie (1911) i na Biennale w Wenecji w 1934 roku.
Wśród prac Flory-Karawii znajdują się portrety, pejzaże, martwe natury, sceny rodzajowe i ilustracje książkowe. Początkowo malowała według akademickich zasad, ale z czasem zaczęła wykorzystywać elementy impresjonizmu i malarstwa plenerowego.
W zbiorach Muzeum Wojny w Atenach (Πολεμικό Μουσείο) znajduje się duża kolekcja akwareli i pasteli Flory-Karawii z wojen bałkańskich i wojny grecko-tureckiej w 1921 roku. Jej szkice przedstawiają m.in. bitwę pod Bizani w lutym 1913 roku, tymczasowy szpital w Filippiadzie, pojenie koni, przenośne piece na chleb, a także króla Konstantyna I Greckiego i jego dwór. Około 70 szkiców wojennych Flory-Karawii zostało zakupionych od artystki w 1957 roku i przekazanych do Miejskiej Galerii Sztuki w Janinie (Δημοτική Πινακοθήκη Ιωαννίνων).